# ジョゼ・グラジアノ・ダ・シルバ
ジョゼ・グラジアノ・ダ・シルバ （José Graziano da Silva、1949年11月17日 - ）は、ブラジルの農学者。国連食糧農業機関（FAO）事務局長、食料安全保障および飢餓撲滅特命大臣などを歴任。ブラジルとイタリアの国籍を持つ。

## 経歴
サンパウロ大学を卒業し、カンピーナス州立大学で経済学の博士号を取得。1978年からは、カンピーナス大学で教鞭をとり同大学の経済学研究所で経済開発と環境の修士・博士コースの教授職を務めた。2001年に、ブラジルの「ゼロハンガー」（”Fome Zero”）プログラムを作成する上で主導的な役割を果たした。さらに2003年には、ルラ政権の食料安全保障および飢餓撲滅特命大臣に任命され同プログラムの実施責任者を務めた。
2006年から2011年にかけてFAOのラテンアメリカ・カリブ海地域事務所の代表を務めた。2011年6月にローマで開かれた第37回FAO総会において、第8代国連食糧農業機関（FAO）事務局長に選出。